# Слизнееды
Слизнееды (лат. Chlaenius) — род жужелиц из подсемейства харпалины. Около 855 видов.

## Описание
Надкрылья металлически отливают, часто со светлой каймой. Последний сегмент щупиков на вершине заострён. Хищники. Обычно встречаются у воды (у ручьёв, на отмелях рек, у морских лагун, в траве, лесах, на болотах).

## Систематика
См. также «Список видов жужелиц рода Chlaenius»
62 подрода и около 855 видов. Большинство видов встречаются в Афротропике и Ориентальной области (650 видов, 76 % мировой фауны). В Северной Америке 52 вида (6 %). В составе рода:
- Chlaenius apicalis (Wiedemann, 1819)
- Chlaenius caeruleiceps Bates, 1892
- Chlaenius cherensis Kirschenhofer, 1999
- Chlaenius conformis Dejean, 1831
- Chlaenius deliciolus Bates, 1873
- Chlaenius dostojevskji Tschitscherine, 1895
- Chlaenius guttula Chaudoir, 1856
- Chlaenius laeviplaga Chaudoir, 1876
- Chlaenius melanopus Andrewes, 1923
- Chlaenius paricallus L. Redtenbacher, 1867
- Chlaenius silvai Serrano, 2024
- Chlaenius sokotranus Csiki, 1931
- Chlaenius sulcicollis (Paykull, 1798)
- Chlaenius trinotatus LaFerte-Sinectere, 1851
- Chlaenius xanthospilus Wiedemann, 1821
- Другие виды